# Кетеліна (Клуж)
Кетеліна (рум. Cătălina) — село у повіті Клуж в Румунії. Входить до складу комуни Пантічеу.
Село розташоване на відстані 352 км на північний захід від Бухареста, 29 км на північ від Клуж-Напоки.

## Населення
За даними перепису населення 2002 року у селі проживали 107 осіб, з них 106 осіб (99,1%) румунів. Усі жителі села рідною мовою назвали румунську.